# Хенри Алингам
Хенри Алингам (на английски: Henry Allingham) е столетник, участник в Първата световна война, който за период от месец е най-възрастният човек на планетата. Той е най-възрастният ветеран от Първата световна война.
Умира на 18 юли 2009 година на възраст 113 години и 42 дни, от естествена смърт, в съня си. След смъртта му негов приемник става Уолтър Брьонинг, САЩ, който е на 112 години (през юли 2009).